# ديغاو (لاعب كرة قدم)
ديغاو (بالبرتغالية: Rodrigo Longo Freitas‏) هو لاعب كرة قدم برازيلي في مركز ظهير ‏، ولد في 13 مارس 1993 في ريو دي جانيرو في البرازيل. لعب مع جمعية بورتوغيزا الرياضية ونادي فلامنغو.

## وصلات خارجية
- ديغاو (لاعب كرة قدم) على موقع اتحاد تركيا (لاعب) (الإنجليزية)
- ديغاو (لاعب كرة قدم) على موقع قاعدة بيانات كرة القدم.إي يو (الإنجليزية)
- ديغاو (لاعب كرة قدم) على موقع Soccerway.com (الإنجليزية)
- ديغاو (لاعب كرة قدم) على موقع عالم كرة القدم.نت (الإنجليزية)